# Port Saint-Landry
Port Saint-Landry je bývalý říční přístav v Paříži. Nacházel se v prostoru dnešního nábřeží Quai aux Fleurs na ostrově Cité. Svůj název získal podle bývalého kostela svatého Landerika, který se nacházel nedaleko.

## Poloha
Port Saint-Landry se rozkládal na severovýchodní straně ostrova Cité od konce dnešní ulice Rue des Ursins.

## Historie
Přístav je zmiňován v básni Le Dit des rues de Paris z konce 13. století pod názvem Port Saint-Landri.
Z tohoto přístavu byla v roce 1435 vypravena tajně rakev s neoblíbenou královnou Isabelou Bavorskou do pohřebiště v bazilice Saint-Denis.
O zrušení přístavu bylo rozhodnuto v roce 1804 v rámci výstavby nábřeží Quai Napoléon (dnes Quai aux Fleurs).